# Розтока Нижній (водоспад)
Розто́ка Нижній — водоспад в Українських Карпатах, на потоці Розтока (права притока Бистриці Надвірнянської). Розташований у Надвірнянському районі Івано-Франківської області, на захід від центральної частини села Пасічна.  
Висота водоспаду 1,5 м, кількість каскадів — 1. Утворився в місці, де потік перетинає потужні горизонтальні пласти стійких до ерозії пісковиків. Водоспад легкодоступний, але маловідомий. Він розташований майже в самому гирлі Розтоки — за декілька метрів від її впадіння у Бистрицю Надвірнянську. 
За 850 метрів вище на цьому ж потоці розташований водоспад Розтока.

## Світлини та відео

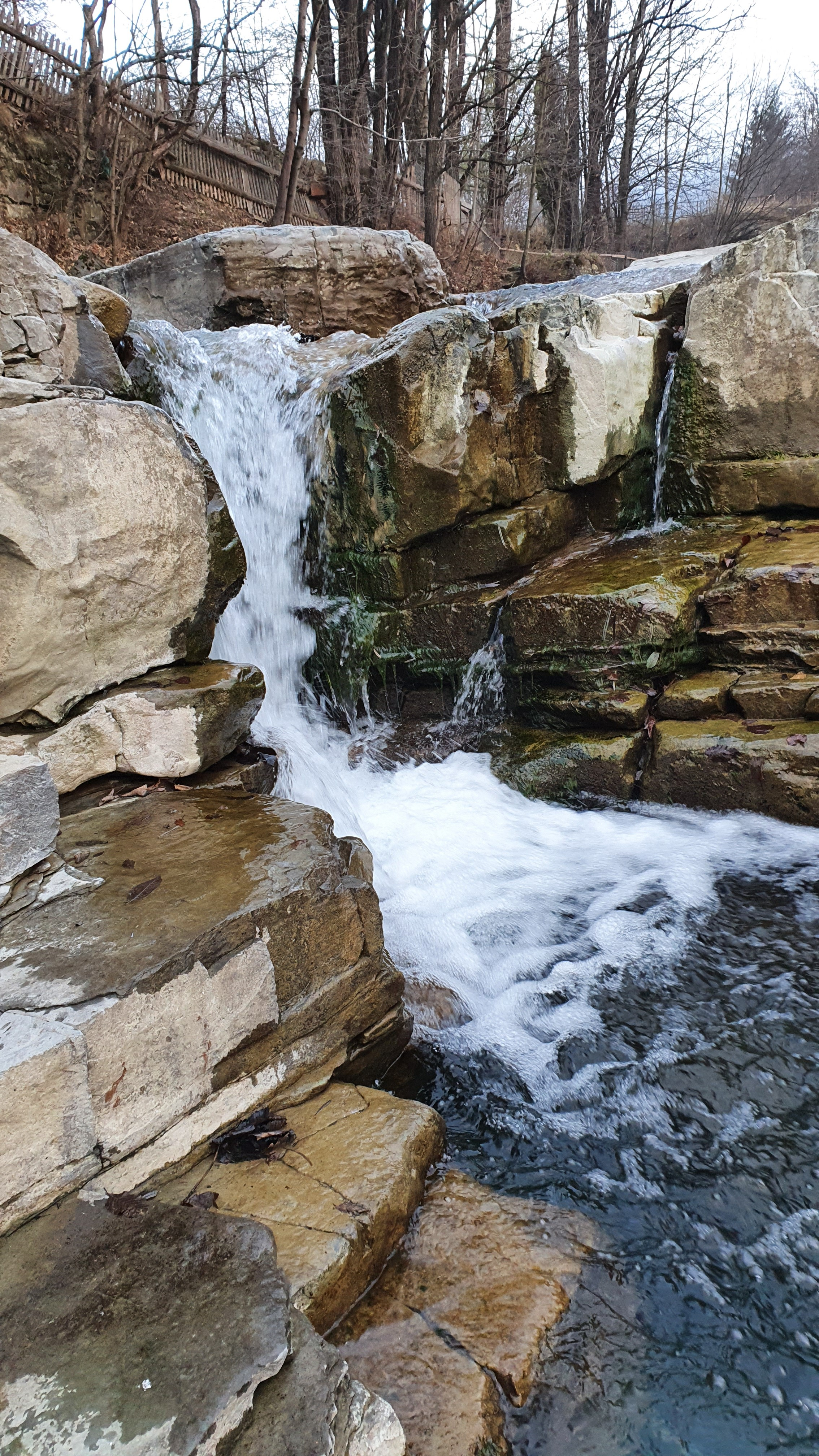
Водоспад зблизька
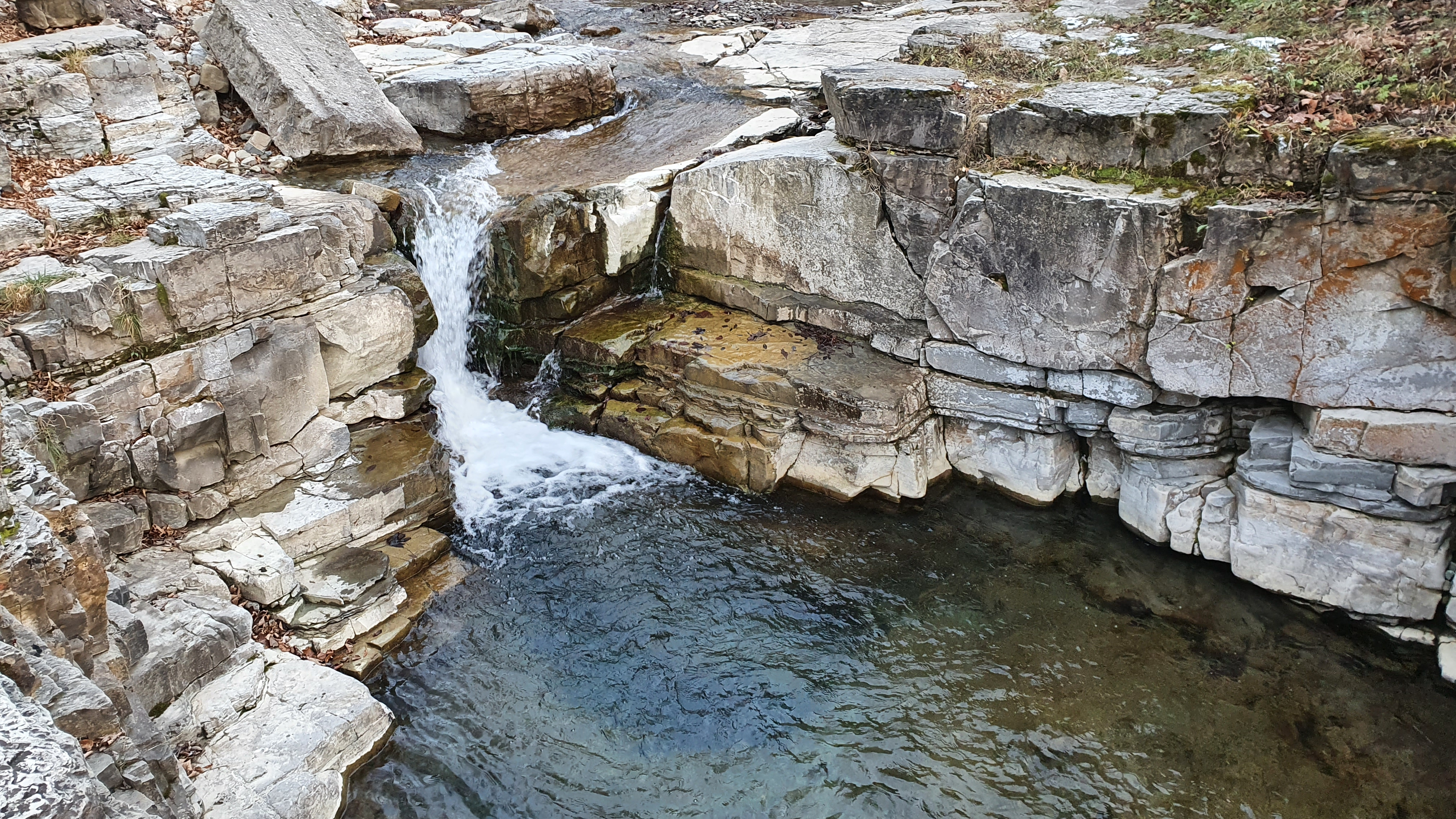
Водоспад збоку
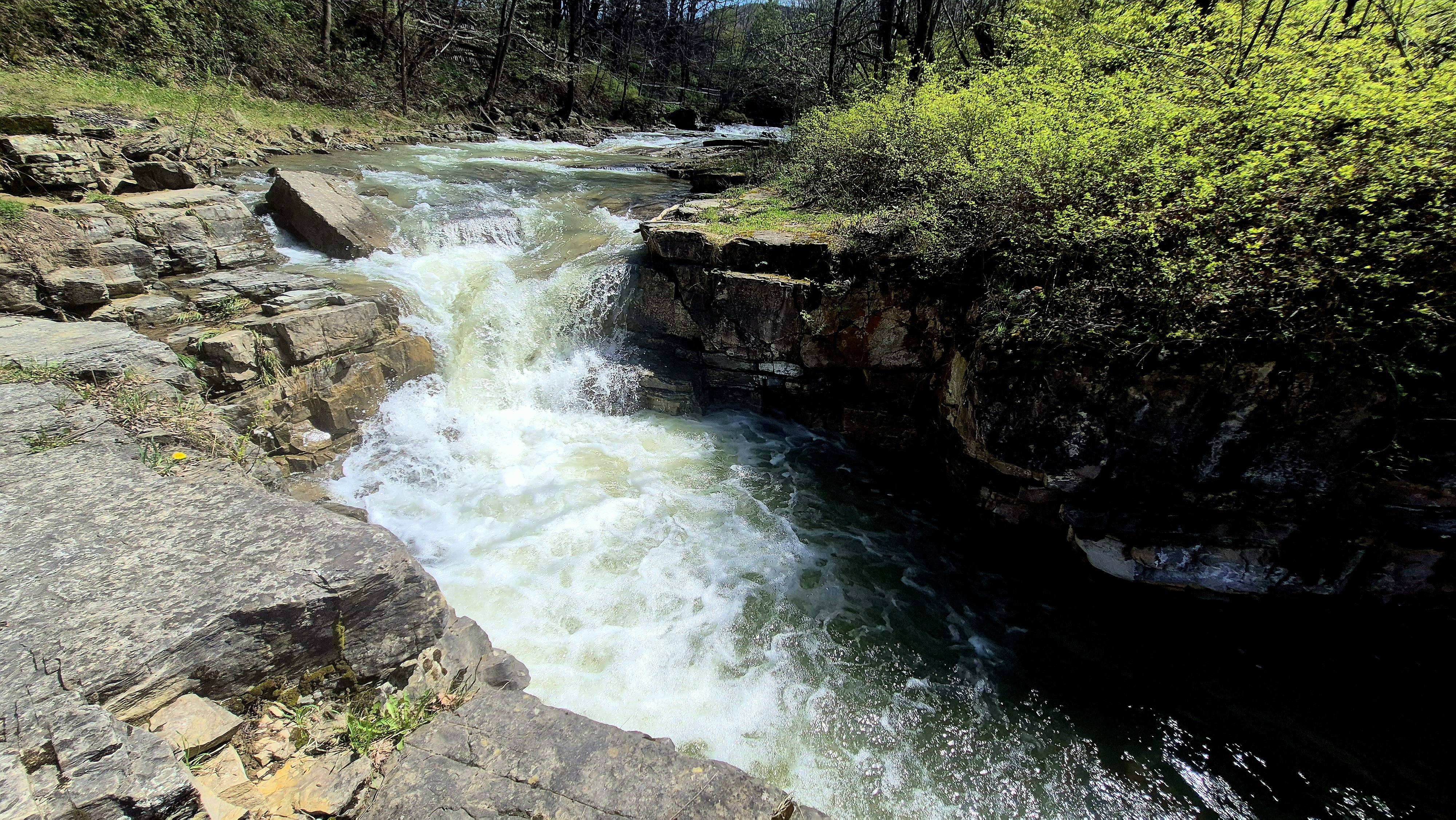
Водоспад після дощів
- Відео водоспаду